# Almafuerte (araña)
Almafuerte es un género de arañas de tierra del orden Araneae. Fue descrito por Grismado y Carrión en 2017.

## Especies
- Almafuerte facon Grismado y Carrión, 2017
- Almafuerte giaii (Gerschman y Schiapelli, 1948)
- Almafuerte goloboffi Grismado y Carrión, 2017
- Almafuerte kuru Grismado y Carrión, 2017
- Almafuerte peripampasica Grismado y Carrión, 2017
- Almafuerte remota Grismado y Carrión, 2017
- Almafuerte vigorosa Grismado y Carrión, 2017